# Hajnówka (Landgemeinde)
Die gmina wiejska Hajnówka [xai̯ˈnufka] (belarussisch гмiна Гайнаўка, hmina Hajnaŭka) ist eine selbständige Landgemeinde in Polen im Powiat Hajnówka in der Woiwodschaft Podlachien. Ihr Sitz befindet sich in der Stadt Hajnówka (Гайнаўка).

## Geographie

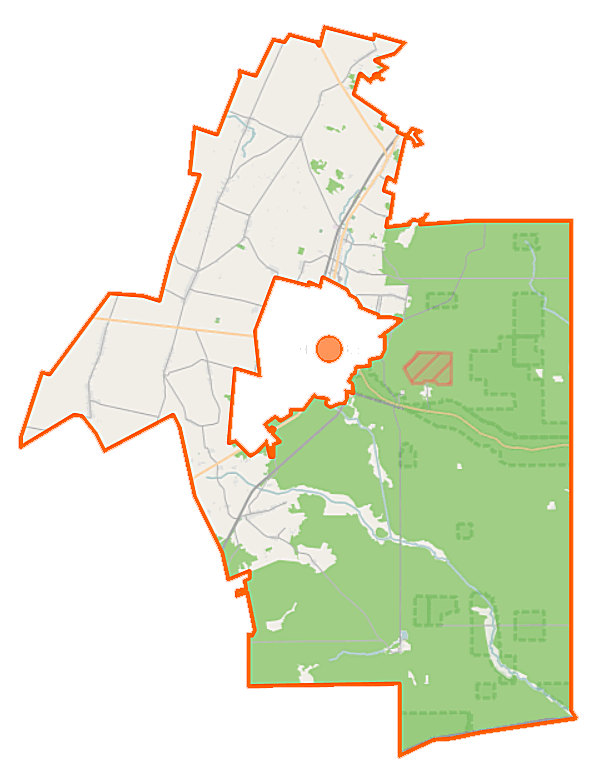
Karte der Landgemeinde

Die Gemeinde liegt im Südosten der Woiwodschaft Podlachien grenzt im Osten an den Białowieża-Nationalpark und im Südosten an Belarus. Durch das Gemeindegebiet fließt der Fluss Leśna Prawa. Die Landgemeinde umfasst die Stadt Hajnówka vollständig.

## Bevölkerung und Religion
Die Region ist ein wichtiges Zentrum der belarussischen Minderheit in Podlachien. Die meisten Bewohner gehören der orthodoxen Kirche an, die polnische Minderheit ist römisch-katholisch.

## Gemeindegliederung
Die Landgemeinde Hajnówka, zu der die Stadt Hajnówka selbst nicht gehört, hat eine Fläche von 293,15 km², auf der (Stand: 31. Dezember 2020) 3817 Menschen leben.
Zur Landgemeinde Hajnówka gehören folgende Ortsteile mit einem Sołectwo (Schulzenamt):
Bielszczyzna
Borek
Borysówka
Chytra
Czyżyki
Dubicze Osoczne
Dubiny
Kotówka
Lipiny
Łozice
Mochnate
Nowoberezowo
Nowokornino
Nowosady
Orzeszkowo
Pasieczniki Duże
Postołowo
Puciska
Progale
Rzepiska
Stare Berezowo
Topiło
Trywieża
Wasilkowo
Wygoda
Weitere Ortschaften der Gemeinde sind:
Bokówka
Dubińska Ferma
Golakowa Szyja
Majdan
Nieznany Bór
Olchowa Kładka
Olszyna
Pasieczniki-Stebki
Przechody
Sacharewo
Sawiny Gród
Skryplewo
Smolany Sadek
Sorocza Nóżka
Sosnówka
Wygon
Zwodzieckie
Podtrostyniec
Zatrostyniec